# Bulbophyllum elachanthe
Bulbophyllum elachanthe là một loài phong lan thuộc chi Bulbophyllum.